# Iglesia de San Cristóbal (Tavertet)
La iglesia de Sant Cristòfol de Tavertet (San Cristóbal de Tavertet) se encuentra en el término de Tavertet en la comarca catalana de Osona, en España.

## Historia
Aparece documentada, en el año 1070, como posesión del vizconde de Cardona y fue consagrada a San Cristóbal.
En su origen románico del siglo XI constaba de una sola nave con bóveda de cañón, seguida y reforzada por tres arcos torales que la dividían en cuatro tramos y un ábside semicircular con bóveda de cuarto de esfera.
Durante los siglos XII y XIII, se alargó la nave y se adosó el campanario, con una ventana en forma de cruz. En el muro románico lateral se abrió, por medio de tres arcos de medio punto, la nave lateral con arquería gótica.  En el siglo  XVIII se añadió la sacristía del sur. Posiblemente, el sobre alzado del ábside corresponde también a este momento. A finales del siglo XX se puso al descubierto el aparato románico que había sido recubierto y se volvió el ábside a su estado primitivo.

## Arquitectura

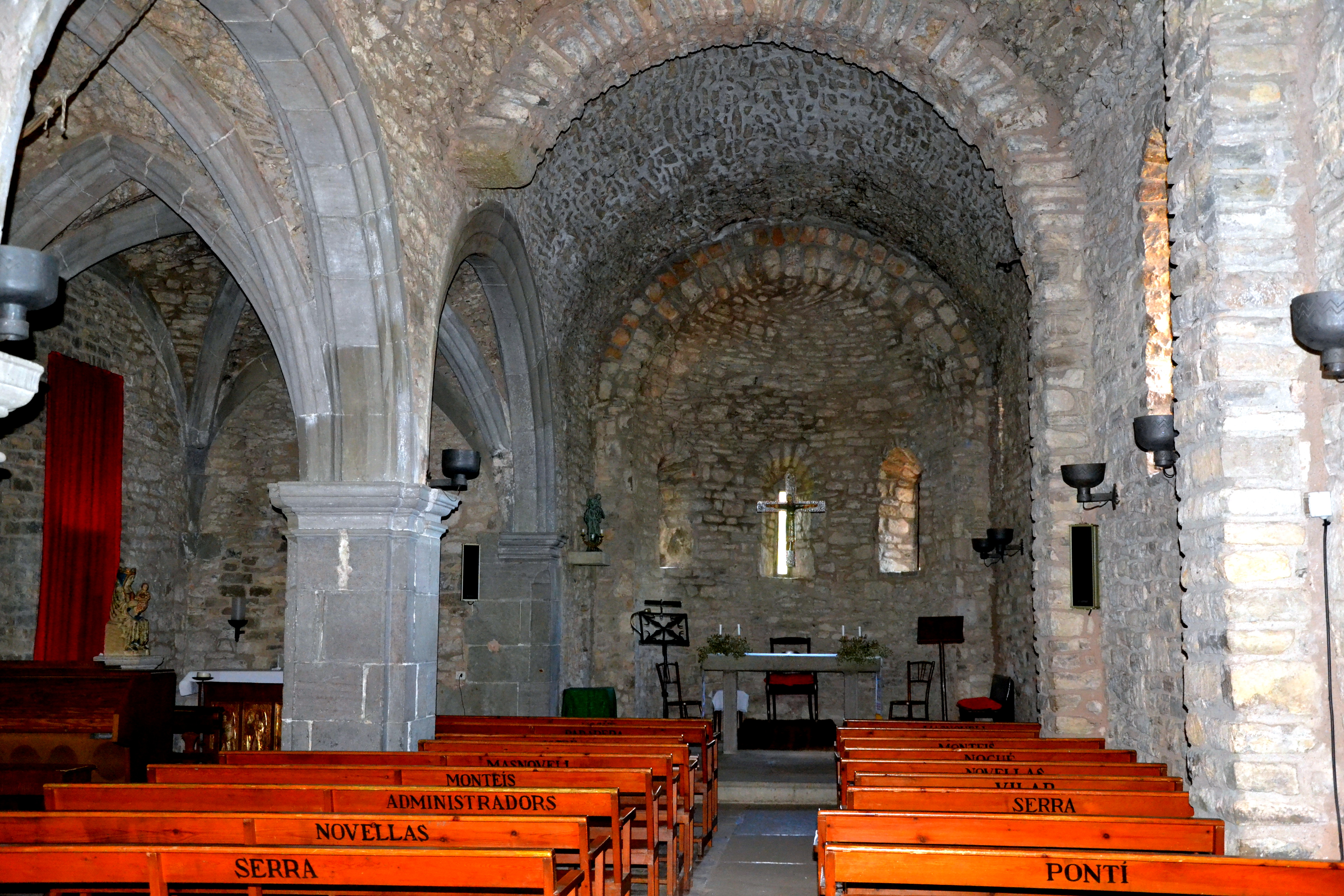
Interior de la iglesia:A la izquierda, la nave gótica añadida aen el.

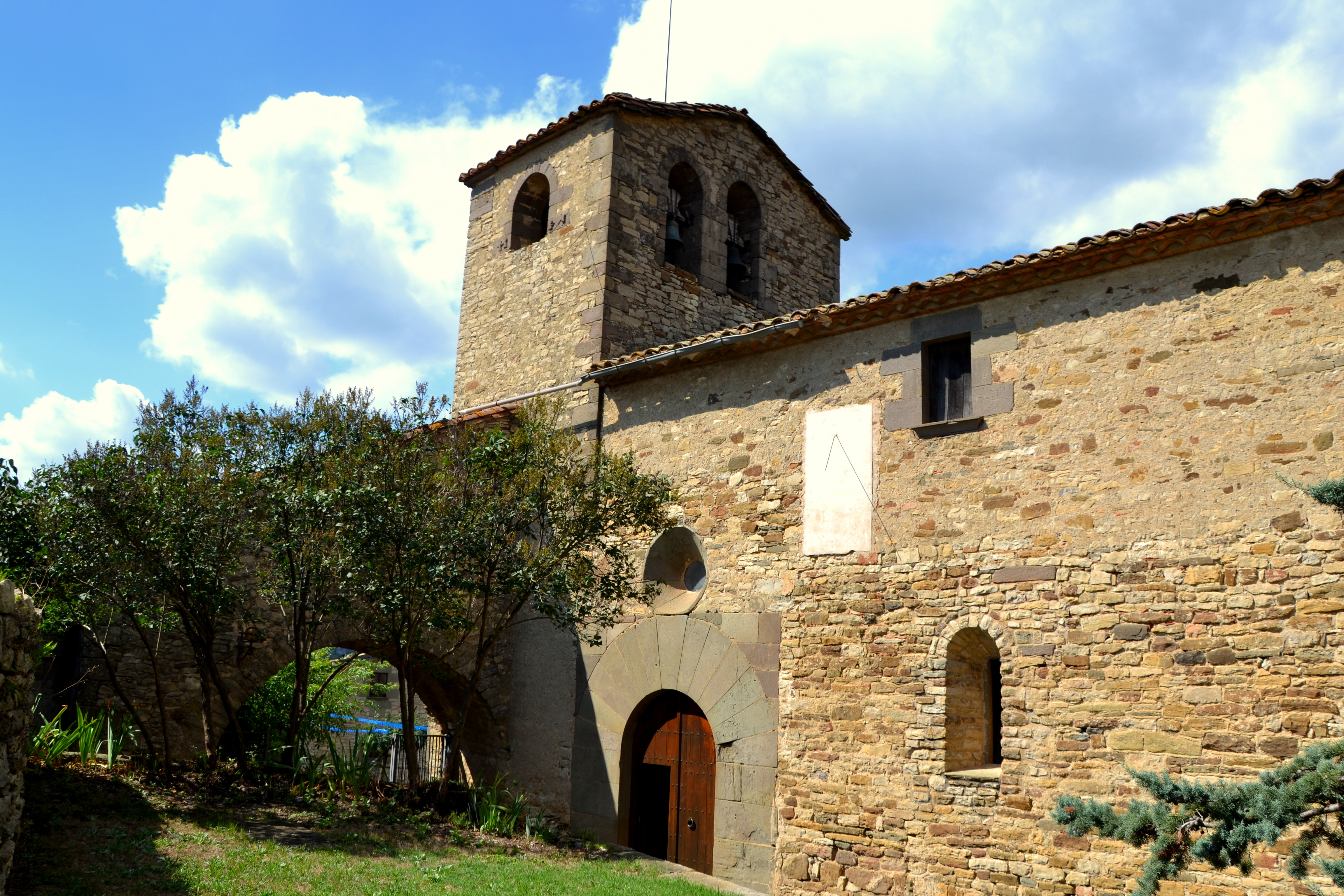
Exterior de la iglesia, fachada del lado sur.

Consta de varios cuerpos añadidos a la construcción primitiva, que era de una sola nave cubierta con bóveda de cañón, rematada al este por un ábside semicircular que se alza junto a uno de los riscos de Tavertet. Las partes añadidas son una prolongación de la nave hacia oeste, donde se construyó el campanario de planta cuadrada; una nave lateral en el lado del norte, cubierta con arquería gótica y una capilla de planta cuadrangular en la esquina del sur, cerca del presbiterio. El ábside, que es la parte más antigua, está cubierto con una bóveda de cuarto de esfera y tiene planta semicircular, con tres ventanas absidales abocinadas, situadas en el centro de cada una de las tres bandas que aparecen en el exterior separadas por lesenas desiguales. La banda situada al norte tiene una serie de cinco arcos ciegos, la central tiene tres y la situada hacia el sur tiene cuatro. La nave está cubierta con bóveda de cañón reforzada por tres arcos fajones que la dividen en cuatro tramos. El portal se encuentra situado en el sur y es adintelado, con dovelas de gran tamaño. En este mismo lado hay dos ventanas dobles de origen claramente románico mientras que la del presbiterio es posterior. La fábrica del ábside es de sillares irregulares pero bien trabados y bastante juntos, mientras que en el resto de la nave tiene unas juntas gruesas de mortero de cal. En el exterior los aparatos están bastante mezclados, predominando el que tiene las juntas gruesas. A pesar de su heterogeneidad, presenta un cierto aspecto unitario, en el que predominan los modos característicos de la arquitectura de la comarca en el siglo XI. La pila de agua bendita que se conserva en el interior es, probablemente de la época románica.